# Metal
Metal je tudi redek izraz za kovino.
Metal (ali heavy metal) je glasbena zvrst, ki se je v poznih šestdesetih in zgodnjih sedemdesetih razvila iz hard rocka. Iz psihedeličnega rocka in blues rocka so skupine potegnile močan in težek zvok kitar in bobnov, ki ga zaznamujejo močne distorzije in hitri kitarski soloti. Allmusic ga opiše: »Izmed vseh podzvrsti rocka, heavy metal najbolj poseže v skrajnosti, v glasnosti, mačizmu in teatraličnosti.«

## Značilnosti
Za heavy metal so značilne glasne distorzirane kitare, poudarjen ritem in bas linija, tako v tempu kot dinamiki, ter močni vokali. V posameznih podzvrsteh je vsaj ena od teh značilnosti posebej poudarjena ali drugače spremenjena. Tipično metalsko zasedbo sestavlja bobnar, basist, ritem kitarist, glavni kitarist in pevec, ki je po navadi tudi eden izmed instrumentalistov. V zgodnjih metalskih skupinah so bile pogoste še akustične klaviature in melotron, danes pa so jih zamenjale elektronske klaviature, ki se pojavljajo v raznih podzvrsteh, med njimi v progresivnem, power in simfoničnem metalu.

## Razvoj metala
Metal se je pojavil proti koncu šestdesetih in v zgodnjih sedemdesetih 20. stoletja, njegovi definitivni začetniki pa so bili Black Sabbath. Podzvrsti, ki so se oblikovale iz heavy metala, so thrash, death, black, speed, power, doom in mnogo drugih pozdvrsti ter kombinacij med zvrstmi.
Metal se je razvijal v več smeri. Začel se je razvijati death metal. Njegovi začetniki so bili Chuck Schuldiner, dolgoletni pevec in kitarist skupine Death, Possessed, Morbid Angel ter precej drugih, manj znanih skupin kot so Incubus, Master, Massacre, Atheist, Cynic, Pestilence, Nocturnus ipd. Razvil se je tudi black metal, katerega začetniki so bili Venom, Bathory, Mercyful Fate, Hellhammer oz. Celtic Frost, Tormentor, pripomoglo je tudi mnogo thrash metal skupin, kot so npr. Sodom in Destruction.
Leto 1986 je bilo vsekakor zlato leto za metal, ko je dosegel splošno popularnost, albumi kot so Reign in Blood, Master of Puppets in Peace Sells... But Who's Buying? so se prodajali v velikih nakladah. Zdaj poznamo metal v precej različnih oblikah, vedno več je zvrsti ter skupin. Po padcu popularnosti v devetdesetih letih in komercializiranemu Nu-metalu, katerega mnogi ne priznavajo kot pravo zvrst metala zaradi očitnih hip-hop vplivov oz. elementov, v poznih devetdesetih in zgodnjih letih novega stoletja se popularnost počasi vrača, saj skupine kot so Lamb of God, Machine Head in drugi (predvsem na evropskih tleh) ponovno dosegajo velike komercialne uspehe.

## Žanri metala
Večino skupin, ki izvajajo metal, ne moremo strogo uvrstiti le v eno podskupino metalne glasbe. Vseeno se uporabljajo nekateri izrazi, s katerimi označujemo skupine, ki so jim skupne nekatere značilnosti, kot so na primer tipični instrumenti, tematika besedil in podobno. Za boljšo predstavo je v naslednjem poglavju naštetih nekaj skupin in zvrsti, ki jih igrajo.
- Podzvrsti

Black metal - Christian metal - Glam metal - Death metal - Doom metal - Folk metal - Gothic metal - Klasični metal - Neo-klasicistični metal - Power metal - Progresivni metal - Simfonični metal - Speed metal - Thrash metal
- Mešane zvrsti

Alternativni metal - Grindcore - Industrial metal - Metalcore - Nu metal - Rapcore
- Lokalne scene

Florida Death Metal - NWOBHM - Bay Area thrash metal - Nemški power metal - Norveški black metal - Švedski death metal